# Прогресивне християнство

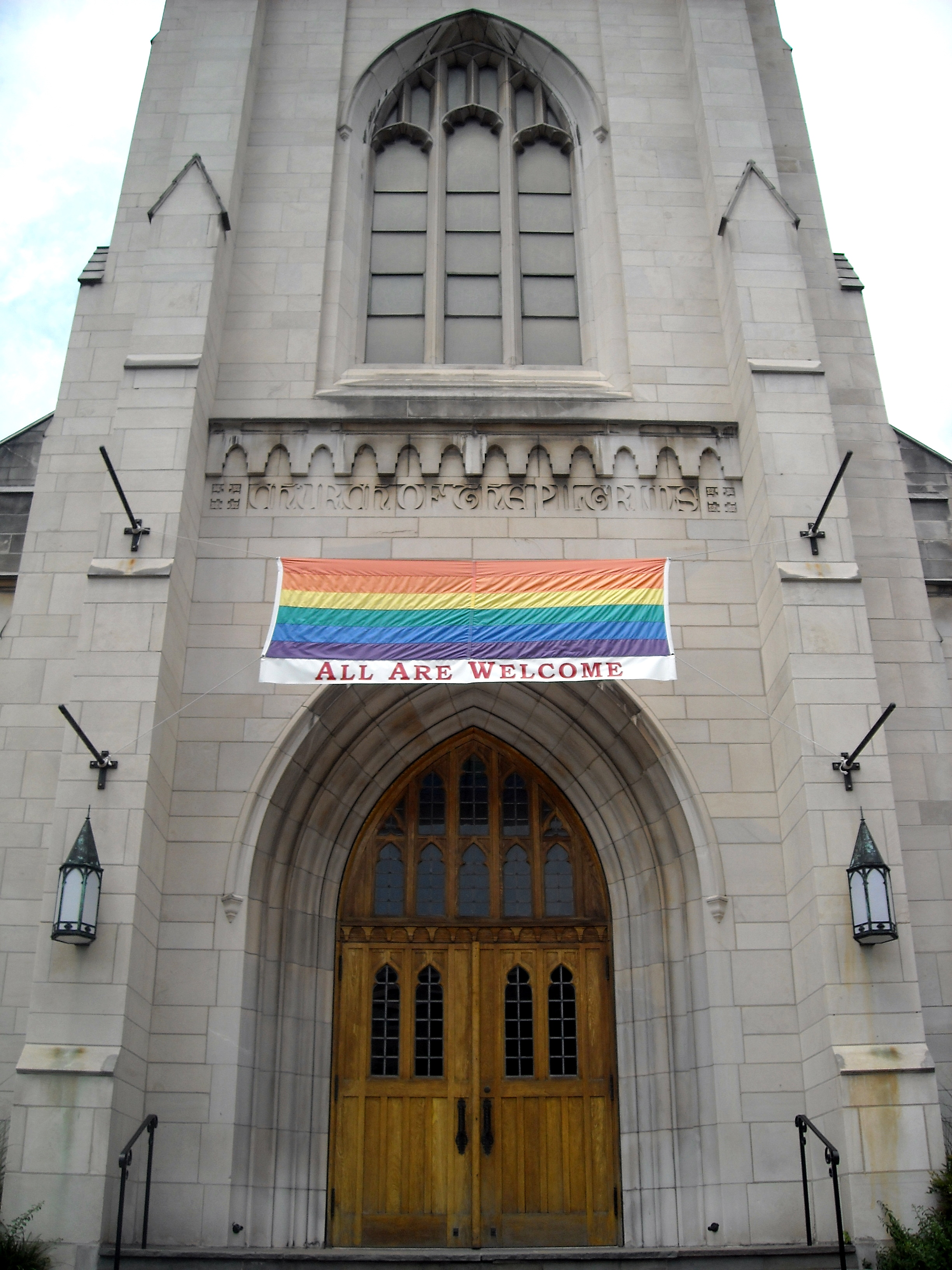
Пресвітеріанська церква у Вашингтоні, яка демонструє підтримку спільноті ЛГБТ.

Прогресивне християнство (англ. Progressive Christianity) — форма християнства, яка характеризується свободою у питанні традицій, прийняттям людського розмаїття, де сильний акцент робиться на соціальній справедливості, турботі про бідних і пригноблених і про навколишнє середовище. Цей рух поширився в американському соціо-культурному просторі і є одним з найбільш помітних в християнстві в США.
Прогресивні християни мають глибоку віру в те, що найголовнішою заповіддю, згідно з вченням Ісуса Христа, є заповідь «любіть один одного» (Єв. Івана 15:17) і в те, що «той, хто каже: Я Бога люблю, та ненавидить ближнього свого, той неправдомовець ... адже, Бог є Любов» (Ів. 4:20). Це переконання призводить до орієнтації на розвиток таких цінностей, як співчуття, справедливість, милосердя, толерантність, часто шляхом політичної активності.  
Переважній більшості представниками прогресивного християнства є представники західних церков. 

## Історія
Пріоритет справедливості та піклування про пригноблених є постійною темою в єврейській пророчій традиції, успадкованій християнством. Це знайшло своє відображення в багатьох пізніших християнських традиціях служіння та служіння, а нещодавно в Сполучених Штатах Америки через участь християн у політичних течіях, таких як Прогресивний рух і Соціальне Євангеліє. 
Протягом XX-го століття ліберальна християнська думка (не те саме, що прогресивне християнство) окреслювала цінності «хорошого суспільства». Вони наголошували на справедливості, відповідальності та співчутті та засуджує форми правління, які ведуть несправедливу війну, покладаються на корупцію для збереження влади, позбавляють бідних можливостей або виключають певні расові чи сексуальні групи від справедливої участі в національних свободах. Він був впливовим у основних церквах США та відображав глобальні тенденції студентської активності. Він сприяв екуменічному руху, представленому на міжнародному рівні Всесвітньою студентською християнською федерацією та Всесвітньою радою церков на міжнародному рівні, а на національному рівні через такі групи, як Національна рада церков у США та Австралійський студентський християнський рух.
Прогресивне християнство, як описують його прихильники, характеризується готовністю поставити під сумнів традиції, прийняття людської різноманітності, сильний наголос на соціальній справедливості та піклуванні про бідних і пригноблених, а також екологічне піклування про землю. Прогресивні християни глибоко вірять у те, що настанова «любити один одного» (Івана 15:17) займає центральне місце у вченнях Ісуса Христа.

## Сучасний контекст
Переважання євангелізму в США, особливо в його більш соціально консервативних формах, кинуло виклик багатьом людям у основних церквах. Це дало можливість багатьом християнам, яким неприємно ставитися до консервативного євангелізму, чітко ідентифікувати себе як «прогресивних християн».
Прогресивне християнство переосмислило в дусі історико-культурного дослідження Біблії та прийнятті сучасного досвіду низку питань: 
- рівність прав жінок[8], в тому числі, у церковному служінні;
- рівність прав ЛГБТ[9][10][11], в тому числі, одностатеві шлюби[12][13];
- питання про допустимість абортів у низці випадків[14].
- розуміння або нормалізацію дошлюбного сексу, якщо є любов та взаємність[15].

Це відбулося у зв'язку з критикою Біблії та, як наслідок, не можливістю буквально розуміти Біблію як Боже Слово. 

## Церкви

### США
- Об'єднана методистська церква (методизм; 7,8 млн членів);
- Євангелічна лютеранська церква Америки (лютеранство: 5,2 млн членів);
- Єпископальна церква (англіканство; 2,6 млн членів);
- Американські баптистські церкви США (баптизм; 2,6 млн членів);
- Пресвітеріанська церква США (пресвітеріанство; 2,6 млн членів);
- Об'єднана церква Христа (конгрегаціоналізм; 1,0 млн членів);
- Християнська церква (Учні Христа) (реставраціонізм; 0,8 млн членів).
- Унітарна універсалістська асоціація (унітаризм; 0,1 млн членів);
- Реформатська церква в Америці (реформатство; 0,08 млн членів);
- Метропольна общинна церква (позаконфесійний протестантизм; 0,015 млн членів).

Усього 22,80 млн членів. 

### Велика Британія
- Церква Англії (англіканство; 22,2 млн членів);
- Церква Шотландії (пресвітеріанство; 0,3 млн членів);
- Церква Ірландії (англіканство; 0,1 млн членів);
- Церква Уельсу (англіканство; 0,04 млн членів).

Усього 22,64 млн членів. 

### Німеччина
- Євангелічна церква Німеччини (лютеранство та реформатство; 18,6 млн членів).

Усього 18,60 млн членів. 

### Скандинавські країни:
- Церква Швеції (лютеранство; 5,2 млн членів);
- Церква датського народу (лютеранство; 4,2 млн членів);
- Фінська євангельсько-лютеранська церква (лютеранство; 3,6 млн членів).
- Церква Норвегії (лютеранство; 3,1 млн членів);
- Церква Ісландії (лютеранство; 0,2 млн).

Усього 16,30 млн членів. 

### Канада
- Об'єднана Церква Канади (пресвітеріанство; 1,2 млн членів);
- Англіканська церква Канади (англіканство; 1,1 млн членів);
- Євангелічна лютеранська церква в Канаді (лютеранство; 0,3 млн членів);
- Християнська церква (Учні Христа) в Канаді (реставраціонізм; 0,01 млн членів).

Усього 2,61 млн членів. 

### Швейцарія
- Протестантська церква в Швейцарії (реформатство; 1,9 млн членів)

Усього 1,90 млн членів. 

### Нідерланди
- Протестантська церква Нідерландів (реформатство та лютеранство; 0,4 млн членів).

Усього 0,40 млн членів. 

### Колишня СНД
- Естонська євангелічно-лютеранська церква (лютеранство; 0,2 млн).

Усього 0,20 млн членів.  